# Noah Vonleh
Noah Vonleh (ur. 24 sierpnia 1995 w Haverhill) – amerykański koszykarz, występujący na pozycji skrzydłowego.
W 2013 wystąpił w meczu wschodzących gwiazd – Nike Hoop Summit oraz McDonald’s All-American.
W czerwcu 2015 trafił, w wyniku wymiany do zespołu Portland Trail Blazers. 8 lutego 2018 został wysłany wraz z zobowiązaniami gotówkowymi do Chicago Bulls w zamian za prawa draftowe do Milovana Rakovicia.
24 lipca 2018 zawarł umowę z New York Knicks.
8 lipca 2019 został zawodnikiem Minnesoty Timberwolves.
5 lutego 2020 trafił w wyniku wymiany z udziałem czterech zespołów do Denver Nuggets. 27 listopada dołączył do Chicago Bulls. 14 grudnia opuścił klub.
8 lutego 2021 zawarł umowę do końca sezonu z Brooklyn Nets. 24 lutego opuścił klub. 18 września 2021 dołączył do Szanghaj Sharks. 2 sierpnia 2022 podpisał roczny kontrakt z Boston Celtics. 5 stycznia 2023 został wytransferowany do San Antonio Spurs. Tego samego dnia został zwolniony.

## Osiągnięcia
Stan na 29 stycznia 2023, na podstawie, o ile nie zaznaczono inaczej.
NCAA
- Debiutant Roku Konferencji Big Ten (2014)[16]
- Zaliczony do:
  - I składu pierwszoroczniaków Big Ten (2014)[16]
  - III składu All-Big Ten (2014)[16]

NBA
- Zaliczony do II składu letniej ligi NBA – Samsung All-NBA Summer League Second Team (2015)[17]